# Calamotropha unispinea
Calamotropha unispinea (лат.) — вид бабочек рода Calamotropha из семейства огнёвок-травянок (Crambidae). Китай, Хайнань и Юньнань.

## Описание
Молевидные бабочки средних размеров. Размах крыльев взрослой особи 22,0—22,5 мм. Calamotropha unispinea диагностируется по желтовато-белым передним крыльям с бледно-коричневыми чешуйками по всей поверхности и чёрной медиальной точкой на 3/4 длины ячейки на заднем крае, отсутствию медиальной фасции и бледно-коричневому терминальному краю с двумя чёрными точками сзади; в гениталиях самца - ункус с субкруглым отростком с каждой стороны основания, короткая и широкая вальва с усечённой вершиной в передней половине и слегка скошенной внутрь в задней половине, и везика с одним длинным шиповидным корнутом или иногда с двумя шиповидными корнутами. Вид был описан китайскими энтомологами Вей-Чун Ли (Wei-Chun Li) и Хоу-Хун Ли (Hou-Hun Li) в 2012 году по материалам, собранным в Хайнани и Юньнани в Китае.